# 白旗站
白旗站是一个京通线上的铁路车站，位于河北省承德市滦平县红旗镇北白旗村，建于1977年，目前为四等站，邮政编码为068251。目前客运：办理旅客乘降；行李、包裹托运；货运：办理整车、零担货物发到。